# Sport-Verein Werder von 1899 2013-2014
Questa voce raccoglie le informazioni riguardanti il  Sport-Verein Werder von 1899  nelle competizioni ufficiali della stagione 2013-2014.

## Stagione
In questa stagione la dirigenza del Werder decide di affidare la panchina a Robin Dutt. Il nuovo tecnico esordisce però con una brutta sconfitta in Coppa di Germania contro il Saarbrücken, squadra militante in 3. Liga (3-1 dopo i tempi supplementari).
Diverso è invece l'esordio in campionato, con i biancoverdi che ottengono una vittoria di misura contro i neopromossi dell'Eintracht Braunschweig; il Werder chiude però al dodicesimo posto.

## Rosa
| N. |                         | Ruolo | Calciatore               |
| -- | ----------------------- | ----- | ------------------------ |
| 1  | Germania (bandiera)     | P     | Sebastian Mielitz        |
| 30 | Austria (bandiera)      | P     | Richard Strebinger       |
| 20 | Germania (bandiera)     | P     | Raphael Wolf             |
| 3  | Italia (bandiera)       | D     | Luca Caldirola           |
| 8  | Germania (bandiera)     | D     | Clemens Fritz            |
| 2  | Argentina (bandiera)    | D     | Santiago García          |
| 23 | Rep. Ceca (bandiera)    | D     | Theodor Gebre Selassie   |
| 5  | RD del Congo (bandiera) | D     | Assani Lukimya-Mulongoti |
| 15 | Austria (bandiera)      | D     | Sebastian Prödl          |
| 19 | Germania (bandiera)     | D     | Torben Rehfeldt          |
| 29 | Germania (bandiera)     | D     | Cimo Röcker              |
| 13 | Germania (bandiera)     | D     | Lukas Schmitz            |
| 25 | Germania (bandiera)     | D     | Luca-Milan Zander        |
| 28 | Germania (bandiera)     | C     | Levent Ayçiçek           |
| 44 | Germania (bandiera)     | C     | Philipp Bargfrede        |
| 10 | Turchia (bandiera)      | C     | Mehmet Ekici             |

| N. |                         | Ruolo | Calciatore            |
| -- | ----------------------- | ----- | --------------------- |
| 14 | Germania (bandiera)     | C     | Aaron Hunt            |
| 17 | Serbia (bandiera)       | C     | Aleksandar Ignjovski  |
| 16 | Austria (bandiera)      | C     | Zlatko Junuzović      |
| 18 | Germania (bandiera)     | C     | Felix Kroos           |
| 6  | RD del Congo (bandiera) | C     | Cédric Makiadi        |
| 7  | Polonia (bandiera)      | C     | Ludovic Obraniak      |
| 34 | Serbia (bandiera)       | C     | Aleksandar Stevanović |
| 31 | Serbia (bandiera)       | C     | Predrag Stevanović    |
| 38 | Germania (bandiera)     | C     | Julian von Haacke     |
| 32 | Germania (bandiera)     | C     | Özkan Yıldırım        |
| 9  | Argentina (bandiera)    | A     | Franco Di Santo       |
| 11 | Paesi Bassi (bandiera)  | A     | Eljero Elia           |
| 33 | Polonia (bandiera)      | A     | Martin Kobylański     |
| 22 | Uganda (bandiera)       | A     | Melvyn Lorenzen       |
| 24 | Germania (bandiera)     | A     | Nils Petersen         |
| 26 | Germania (bandiera)     | A     | Davie Selke           |

## Organigramma societario
Area tecnica
- Allenatore: Robin Dutt
- Allenatore in seconda: Damir Burić
- Preparatore dei portieri: Marco Langner
- Preparatori atletici: Jens Beulke

## Risultati

### Bundesliga

#### Girone di andata
| Arbitro: | Aytekin |

|  |           |               |
|  | Marcatori | 82’ Junuzović |

| Arbitro: | Siebert |

|           |           |  |
| Ekici 22’ | Marcatori |  |

| Arbitro: | Zwayer |

|                 |           |  |
| Lewandowski 55’ | Marcatori |  |

| Arbitro: | Perl |

|                                               |           |                      |
| Arango 36’ Raffael 53’ Kruse 74’ Herrmann 85’ | Marcatori | 69’ (aut.) Nordtveit |

| Arbitro: | Brych |

|  |           |                                  |
|  | Marcatori | 14’, 34’ Kadlec 77’ (aut.) Prödl |

| Arbitro: | Stark |

|  |           |                   |
|  | Marcatori | 32’, 90’ Petersen |

| Arbitro: | Stieler |

|                                 |           |                                    |
| Dabanlı 8’ (aut.) Elia 34’, 66’ | Marcatori | 44’ Kiyotake 53’ Drmić 70’ Hloušek |

| Arbitro: | Sippel |

|           |           |              |
| Harnik 6’ | Marcatori | 37’ Petersen |

| Brema 19 ottobre 2013, ore 15:30 CEST 9ª giornata | Werder Brema | 0 – 0 referto | Friburgo | Weserstadion (40 423 spett.)\| Arbitro: \| Meyer \| |
| Arbitro:                                          | Meyer        |               |          |                                                     |

| Arbitro: | Aytekin |

|                                |           |  |
| Arnold 7’ Olić 72’ Perišić 89’ | Marcatori |  |

| Arbitro: | Kinhöfer |

|                                        |           |                             |
| Hunt 25’ (rig.) Makiadi 38’ García 86’ | Marcatori | 20’ (rig.) Huszti 41’ Sakai |

| Arbitro: | Brych |

|                             |           |           |
| Boateng 64’, 85’ Farfán 90’ | Marcatori | 22’ Kroos |

| Arbitro: | Sippel |

|                       |           |                            |
| Elia 85’ Di Santo 90’ | Marcatori | 7’ Müller 17’, 70’ Okazaki |

| Arbitro: | Stark |

|                                                           |           |                                                     |
| Salihović 12’ (rig.), 18’ (rig.) Volland 49’ Herdling 53’ | Marcatori | 45’ (rig.) Hunt 45’ Elia 59’ Petersen 90’ Bargfrede |

| Arbitro: | Fritz |

|  |           |                                                                                            |
|  | Marcatori | 21’ (aut.) Lukimya-Mulongoti 27’ Buyten 38’, 82’ Ribéry 60’ Mandžukić 68’ Müller 90’ Götze |

| Arbitro: | Dingert |

|                                 |           |                       |
| Ramos 17’ (rig.), 26’ Ronny 48’ | Marcatori | 15’ Petersen 32’ Hunt |

| Arbitro: | Hartmann |

|            |           |  |
| García 74’ | Marcatori |  |

#### Girone di ritorno
| Brema 26 gennaio 2014, ore 15:30 CET 18ª giornata | Werder Brema | 0 – 0 referto | Eintracht Braunschweig | Weserstadion (41 040 spett.)\| Arbitro: \| Brych \| |
| Arbitro:                                          | Brych        |               |                        |                                                     |

| Arbitro: | Dingert |

|                                  |           |                           |
| Werner 11’ Altıntop 49’ Hahn 55’ | Marcatori | 3’ (aut.) Callsen-Bracker |

| Arbitro: | Perl |

|             |           |                                                        |
| Ayçiçek 89’ | Marcatori | 26’, 85’ Lewandowski 41’, 62’ Mxit'aryan 48’ Friedrich |

| Arbitro: | Stark |

|              |           |            |
| Obraniak 88’ | Marcatori | 6’ Raffael |

| Francoforte sul Meno 23 febbraio 2014, ore 15:30 CET 22ª giornata | Eintracht Francoforte | 0 – 0 referto | Werder Brema | Commerzbank-Arena (44 300 spett.)\| Arbitro: \| Zwayer \| |
| Arbitro:                                                          | Zwayer                |               |              |                                                           |

| Arbitro: | Meyer |

|               |           |  |
| Junuzović 19’ | Marcatori |  |

| Arbitro: | Gräfe |

|  |           |                            |
|  | Marcatori | 40’ Di Santo 68’ Bargfrede |

| Arbitro: | Kinhöfer |

|          |           |                 |
| Hunt 79’ | Marcatori | 55’ Niedermeier |

| Arbitro: | Weiner |

|                                    |           |              |
| Schuster 15’ Klaus 53’ Mehmedi 59’ | Marcatori | 70’ Petersen |

| Arbitro: | Siebert |

|           |           |                                   |
| Prödl 16’ | Marcatori | 2’ Malanda 10’ Perišić 80’ Arnold |

| Arbitro: | Schmidt |

|            |           |                        |
| Huszti 43’ | Marcatori | 57’ Di Santo 90’ Prödl |

| Arbitro: | Sippel |

|              |           |              |
| Di Santo 15’ | Marcatori | 33’ Goretzka |

| Arbitro: | Aytekin |

|                                         |           |  |
| Petersen 5’ (aut.) Moritz 16’ Malli 39’ | Marcatori |  |

| Arbitro: | Dankert |

|                                       |           |            |
| Bargfrede 18’ García 78’ Petersen 90’ | Marcatori | 3’ Volland |

| Arbitro: | Winkmann |

|                                                           |           |                       |
| Ribéry 20’ Pizarro 53’, 57’ Schweinsteiger 61’ Robben 74’ | Marcatori | 10’ Selassie 36’ Hunt |

| Arbitro: | Hartmann |

|               |           |  |
| Hunt 48’, 90’ | Marcatori |  |

| Arbitro: | Kircher |

|                    |           |              |
| Toprak 33’ Son 53’ | Marcatori | 21’ Selassie |

### Coppa di Germania
| Arbitro: | Kempter |

|                                       |           |           |
| Fischer 45’ Stegerer 105’ Ziemer 112’ | Marcatori | 59’ Prödl |

## Statistiche

### Statistiche di squadra
| Competizione      | Punti | In casa | In casa | In casa | In casa | In casa | In casa | In trasferta | In trasferta | In trasferta | In trasferta | In trasferta | In trasferta | Totale | Totale | Totale | Totale | Totale | Totale | DR  |
| Competizione      | Punti | G       | V       | N       | P       | Gf      | Gs      | G            | V            | N            | P            | Gf           | Gs           | G      | V      | N      | P      | Gf     | Gs     | DR  |
| ----------------- | ----- | ------- | ------- | ------- | ------- | ------- | ------- | ------------ | ------------ | ------------ | ------------ | ------------ | ------------ | ------ | ------ | ------ | ------ | ------ | ------ | --- |
| Bundesliga        | 39    | 17      | 6       | 6       | 5       | 21      | 30      | 17           | 4            | 3            | 10           | 21           | 36           | 34     | 10     | 9      | 15     | 42     | 66     | -24 |
| Coppa di Germania | -     | 0       | 0       | 0       | 0       | 0       | 0       | 1            | 0            | 0            | 1            | 1            | 3            | 1      | 0      | 0      | 1      | 1      | 3      | -2  |
| Totale            | -     | 17      | 6       | 6       | 5       | 21      | 30      | 18           | 4            | 3            | 11           | 22           | 39           | 35     | 10     | 9      | 16     | 43     | 69     | -26 |

### Andamento in campionato
| Giornata  | 1 | 2 | 3 | 4 | 5  | 6 | 7 | 8 | 9  | 10 | 11 | 12 | 13 | 14 | 15 | 16 | 17 | 18 | 19 | 20 | 21 | 22 | 23 | 24 | 25 | 26 | 27 | 28 | 29 | 30 | 31 | 32 | 33 | 34 |
| --------- | - | - | - | - | -- | - | - | - | -- | -- | -- | -- | -- | -- | -- | -- | -- | -- | -- | -- | -- | -- | -- | -- | -- | -- | -- | -- | -- | -- | -- | -- | -- | -- |
| Luogo     | T | C | T | T | C  | T | C | T | C  | T  | C  | T  | C  | T  | C  | T  | C  | C  | T  | C  | C  | T  | C  | T  | C  | T  | C  | T  | C  | T  | C  | T  | C  | T  |
| Risultato | V | V | P | P | P  | V | N | N | N  | P  | V  | P  | P  | N  | P  | P  | V  | N  | P  | P  | N  | N  | V  | V  | N  | P  | P  | V  | N  | P  | V  | P  | V  | P  |
| Posizione | 7 | 5 | 6 | 9 | 14 | 9 | 8 | 9 | 10 | 13 | 8  | 10 | 12 | 13 | 14 | 14 | 11 | 11 | 12 | 13 | 13 | 14 | 13 | 11 | 12 | 13 | 13 | 12 | 12 | 12 | 11 | 14 | 12 | 12 |

Legenda:

Luogo: C = Casa; T = Trasferta. Risultato: V = Vittoria; N = Pareggio; P = Sconfitta.

### Statistiche dei giocatori
| Giocatore            | Bundesliga | Bundesliga | Bundesliga  | Bundesliga | Coppa di Germania | Coppa di Germania | Coppa di Germania | Coppa di Germania | Totale   | Totale | Totale      | Totale     |
| Giocatore            | Presenze   | Reti       | Ammonizioni | Espulsioni | Presenze          | Reti              | Ammonizioni       | Espulsioni        | Presenze | Reti   | Ammonizioni | Espulsioni |
| -------------------- | ---------- | ---------- | ----------- | ---------- | ----------------- | ----------------- | ----------------- | ----------------- | -------- | ------ | ----------- | ---------- |
| S. Mielitz           | 13         | 0          | 0           | 0          | 1                 | 0                 | 0                 | 0                 | 14       | 0      | 0           | 0          |
| R. Strebinger        | -          | -          | -           | -          | -                 | -                 | -                 | -                 | -        | -      | -           | -          |
| R. Wolf              | 21         | 0          | 0           | 0          | -                 | -                 | -                 | -                 | 21       | 0      | 0           | 0          |
| L. Caldirola         | 33         | 0          | 8           | 0          | 1                 | 0                 | 0                 | 0                 | 34       | 0      | 8           | 0          |
| C. Fritz             | 22         | 0          | 4           | 0          | 1                 | 0                 | 1                 | 0                 | 23       | 0      | 5           | 0          |
| S. García            | 22         | 3          | 9           | 1          | -                 | -                 | -                 | -                 | 22       | 3      | 9           | 1          |
| T. Selassie          | 29         | 2          | 2           | 0          | 1                 | 0                 | 0                 | 0                 | 30       | 2      | 2           | 0          |
| A. Lukimya-Mulongoti | 23         | 0          | 3           | 0          | -                 | -                 | -                 | -                 | 23       | 0      | 3           | 0          |
| S. Prödl             | 27         | 2          | 4           | 0          | 1                 | 1                 | 1                 | 0                 | 28       | 3      | 5           | 0          |
| T. Rehfeldt          | -          | -          | -           | -          | -                 | -                 | -                 | -                 | -        | -      | -           | -          |
| C. Röcker            | -          | -          | -           | -          | -                 | -                 | -                 | -                 | -        | -      | -           | -          |
| L. Schmitz           | 3          | 0          | 1           | 0          | -                 | -                 | -                 | -                 | 3        | 0      | 1           | 0          |
| L. Zander            | -          | -          | -           | -          | -                 | -                 | -                 | -                 | -        | -      | -           | -          |
| L. Ayçiçek           | 2          | 1          | 0           | 0          | -                 | -                 | -                 | -                 | 2        | 1      | 0           | 0          |
| P. Bargfrede         | 20         | 3          | 6           | 0          | -                 | -                 | -                 | -                 | 20       | 3      | 6           | 0          |
| M. Ekici             | 11         | 1          | 4           | 0          | 1                 | 0                 | 0                 | 0                 | 12       | 1      | 4           | 0          |
| A. Hunt              | 31         | 7          | 2           | 0          | 1                 | 0                 | 0                 | 0                 | 32       | 7      | 2           | 0          |
| A. Ignjovski         | 14         | 0          | 3           | 0          | -                 | -                 | -                 | -                 | 14       | 0      | 3           | 0          |
| Z. Junuzović         | 26         | 2          | 5           | 0          | 1                 | 0                 | 0                 | 0                 | 27       | 2      | 5           | 0          |
| F. Kroos             | 20         | 1          | 4           | 1          | -                 | -                 | -                 | -                 | 20       | 1      | 4           | 1          |
| C. Makiadi           | 30         | 1          | 3           | 0          | 1                 | 0                 | 0                 | 0                 | 31       | 1      | 3           | 0          |
| L. Obraniak          | 10         | 1          | 2           | 0          | -                 | -                 | -                 | -                 | 10       | 1      | 2           | 0          |
| A. Stevanović        | -          | -          | -           | -          | -                 | -                 | -                 | -                 | -        | -      | -           | -          |
| P. Stevanović        | -          | -          | -           | -          | -                 | -                 | -                 | -                 | -        | -      | -           | -          |
| J. Haacke            | -          | -          | -           | -          | -                 | -                 | -                 | -                 | -        | -      | -           | -          |
| Ö. Yildirim          | 10         | 0          | 0           | 0          | 1                 | 0                 | 1                 | 0                 | 11       | 0      | 1           | 0          |
| F. Di Santo          | 23         | 4          | 6           | 1          | -                 | -                 | -                 | -                 | 23       | 4      | 6           | 1          |
| E. Elia              | 33         | 4          | 4           | 0          | -                 | -                 | -                 | -                 | 33       | 4      | 4           | 0          |
| M. Kobylański        | 8          | 0          | 1           | 0          | -                 | -                 | -                 | -                 | 8        | 0      | 1           | 0          |
| M. Lorenzen          | 2          | 0          | 0           | 0          | -                 | -                 | -                 | -                 | 2        | 0      | 0           | 0          |
| N. Petersen          | 28         | 7          | 2           | 0          | 1                 | 0                 | 0                 | 0                 | 29       | 7      | 2           | 0          |
| D. Selke             | 3          | 0          | 0           | 0          | -                 | -                 | -                 | -                 | 3        | 0      | 0           | 0          |
| M. Arnautović        | 2          | 0          | 0           | 0          | 1                 | 0                 | 1                 | 0                 | 3        | 0      | 1           | 0          |
| T. Trybull           | 2          | 0          | 0           | 0          | -                 | -                 | -                 | -                 | 2        | 0      | 0           | 0          |
| N. Füllkrug          | -          | -          | -           | -          | 1                 | 0                 | 0                 | 0                 | 1        | 0      | 0           | 0          |
| F. Hartherz          | -          | -          | -           | -          | 1                 | 0                 | 0                 | 0                 | 1        | 0      | 0           | 0          |